# Jón Arnór Stefánsson
Jón Arnór Stefánsson (Reiquejavique, 21 de setembro de 1982) é um basquetebolista profissional islandês que atualmente defende o K.R. Basket Reykjavík na Liga Islandesa.

## Títulos e Honrarias

### Clubes
- 2x  Campeão da Liga Islândesa 1999-00, 2008-09 (Basket Reykjavík)
- 2X  Vice-campeão da Copa da Islândia 1999-00, 2008-09 (Basket Reykjavík)
- Campeão da FIBA Eurocup 2004-05 (Dínamo São Petersburgo)
- Campeão da Copa da Itália 2005-06 (Pompea Napoli)
- Vice-campeão da Liga Italiana 2007-08 (Lottomatica Roma)

### Seleção
Jón Stefánsson defende a Seleção Islandesa desde 2001, ainda não conquistou medalhas, porém fez parte da primeira seleção islandesa a jogar o EuroBasket em 2015.

## Ligações Externas
- Jón Arnór Stefánsson no X
- Página de Jón Stefánsson no Sítio da Liga ACB